# Felice und Boudleaux Bryant
Felice Bryant (eigentlich Matilda Geneviève Scaduto; * 7. August 1925 in Milwaukee, Wisconsin; † 22. April 2003) und Diadorius Boudleaux Bryant (* 13. Februar 1920 in Shellman, Georgia; † 26. Juni 1987 in Gatlinburg, Tennessee) waren ein US-amerikanisches Ehepaar, das zu den erfolgreichsten Autoren der Country- und Pop-Musik gehört; unter anderem schrieben sie große Hits für die Everly Brothers.

## Anfänge
Boudleaux' Vater Daniel Green Bryant war Anwalt, seine Mutter Louise Farham Bryant spielte Gitarre und Mandoline. Ihr Sohn lernte ab 1925 Violine mit dem Ziel, Konzertviolinist zu werden. Dieser Wunsch ging 1938 für kurze Zeit in Erfüllung, als Boudleaux Bryant beim Atlanta Philharmonic Orchestra für eine Saison Violine spielte. Von der Klassik wechselte er jedoch bereits im darauf folgenden Jahr zur Country-Musik. Bryant wirkte erstmals im Juli 1939 bei Hank Penny & His Radio Cowboys an Plattenaufnahmen als Fiddler mit, als 13 Titel eingespielt wurden. Am Tag danach entstanden nochmals fünf Aufnahmen. Erst im Juni 1940 betrat die Formation wieder ein Tonstudio, und Bryant wird erneut als Mitglied gelistet. Ab 1941 hat Bryant bei Aufnahmen nicht mehr mitgewirkt, trat jedoch weiterhin mit der Country-Gruppe auf.
Felice Bryants Geburtsname war Matilda Geneviève Scaduto; sie war die Tochter italienischstämmiger Eltern namens Salvatore und Katherine Loverdi Scaduto. Während sie als Aufzugführerin im Schroeder Hotel in ihrer Heimatstadt Milwaukee arbeitete, kam sie im Frühling 1945 mit Boudleaux Bryant ins Gespräch, der noch immer mit Hank Penny & His Radio Cowboys in der Cocktail-Lounge des Hotels auftrat. Fünf Tage später brannten beide gemeinsam durch und heirateten am 5. September 1945.
Die erste gemeinsame Komposition entstand 1946. Als die Bryants ein Repertoire von etwa 80 Titeln komponiert hatten, versuchten sie anfangs, täglich etwa 20 Titel ihrer Sammlung selbstkomponierter Songs an Interpreten loszuwerden. Das gelang zunächst lediglich mit Country Boy, doch der bekannte Radio- und Fernsehmoderator Arthur Godfrey (TV-Talentshow) wollte im Falle einer Vermittlung des Songs die Hälfte der Urheberrechte für sich beanspruchen. Als sie die Aufmerksamkeit von Fred Rose auf sich zogen, verließen sie ihr Mobile Home und gingen 1950 in das Country-Musik-Zentrum Nashville.

## Die 1950er-Jahre

Little Jimmy Dickens – Country Boy

Eine ihrer ersten gemeinsamen Kompositionen sandten sie Anfang 1949 an den Mentor der modernen Country-Musik und Musikverlagsinhaber Fred Rose. Dieser vermittelte den eher unorthodoxen Country-Song Country Boy dem Neuling „Little“ Jimmy Dickens, der ihn im April 1949 in Nashville aufnahm, damit Rang 7 der Country-Hitparade belegte und 250.000 Exemplare hiervon umsetzte. Für seine Session im Oktober 1949 lieferten sie A-Sleepin‘ at the Foot of the Bed (Rang 6). Dickens übernahm von ihnen noch I’m Little but I’m Loud (aufgenommen im November 1950), Out behind the Barn (Januar 1954; Rang 9), Take Me as I Am (Mai 1954), We Could (Mai 1955) und A Hole in My Pocket (April 1958). Zusammen mit Chet Atkins schrieb Boudleaux Bryant für Red Foley den Titel Midnight (September 1951), die erste Topnotiz für die Bryants in den Country-Charts. Tony Bennett brachte im August 1952 ihr Have a Good Time bis auf Rang 16 der Pop-Charts, ihre erste Pop-Chartnotiz. Zwischen 1950 und 1954 arbeiteten die Bryants für den Musikverlag Tannen Music.

Red Foley – Midnight

Für Ernest Tubb schrieben sie Somebody’s Stolen My Honey (November 1951; Rang 9 der Country-Charts). Moon Mullican nahm im September 1952 Sugar Beet auf. Aus der Zusammenarbeit B. Bryant und Atkins resultierte auch How’s the World Treating You für Eddy Arnold (März 1953; Rang 4). Frankie Laine erreichte mit dem Pop-Titel Hawk-Eye im September 1955 Rang 7 der britischen Hitparade. Alma Cogan transportierte Willie Can im März 1956 ebenfalls in die britischen Charts bis auf Platz 13, wobei das Original wohl Shirley Abicair zuzuschreiben ist. Im gleichen Jahr 1956 erhielten die Bryants einen Zehnjahresvertrag mit dem dominierenden Musikverlag für Country-Musik, Acuff-Rose Music Publishing in Nashville.

Frankie Laine – Hey Joe!

Zu einem weiteren Hauptabnehmer von Bryant-Kompositionen entwickelte sich Country-Sänger Carl Smith, der Titel wie It’s a Lovely, Lovely World (Februar 1952; Rang 5), Our Honeymoon (Juli 1952; Rang 6), Just Wait Till I Get Your Alone (Februar 1953; Rang 7; B-Seite This Orchid Means Goodbye von B. Bryant / Smith; Rang 4), Hey Joe! (Mai 1953; Rang 1 für 8 Wochen) in die Country-Charts transportierte. Back Up Buddy entstand für Smith im Dezember 1953 und gelangte nach Veröffentlichung im März 1954 bis auf Rang 2 der C&W-Hitparade. Wenig später coverte der Popsänger Frankie Laine den ersten Tophit für die Bryants, Hey Joe!, und erreichte nach Veröffentlichung im August 1953 mit dem ersten Crossover-Erfolg für das Ehepaar einen ersten Rang in der britischen Pop-Hitparade (USA: Rang 6 Pop). Im Text warnt der Sänger in einem Frage-Antwort-Spiel seinen Freund Joe, ihm nicht die Freundin auszuspannen, weil dann die Freundschaft enden würde. Er hat bis auf das Frage-Antwort-Spiel und den Streit um ein Mädchen keine Gemeinsamkeit mit dem gleichnamigen Jimi-Hendrix-Titel Hey Joe aus dem Jahr 1967.
Eddy Arnold wurde auf das aufstrebende Autorenehepaar aufmerksam und nahm im September 1954 ihr I’ve Been Thinking auf, das im Januar 1955 den zweiten Platz in den Country-Charts erreichte; The Richest Man (In the World) entstand im April 1955 (Rang 10), das im Dezember 1955 auch die unteren Ränge der Pop-Charts streifte. Kitty Wells griff I’d Rather Stay Home (Januar 1955) (B-Seite von Searching (For Someone Like You); Rang 4) auf. Wanda Jackson nahm im März 1957 Don’a Wann’a auf, Jim Reeves führte das im Januar 1958 entstandene Blue Boy auf Rang zwei, während Rusty & Doug Kershaw Hey Sheriff (März 1958) übernahmen. Roy Orbison fand auch mit Seems To Me (produziert von Chet Atkins in Nashville im September 1958; B-Seite von Sweet and Innocent) und Jolie (B-Seite von Almost Eighteen; Dezember 1958) noch nicht seine Stilrichtung. Buddy Holly, der selten auf Material fremder Autoren zurückgriff, präsentierte eine überzeugende Version von Raining in My Heart in seiner letzten Aufnahmesession im Oktober 1958 im Pythian Temple mit Dick Jacobs als Produzent.

## Everly Brothers

Everly Brothers – Bye Bye Love

Während die bisherigen Bryant-Kompositionen fast ausschließlich auf die Country-Hitparade fokussiert waren, änderte sich das Bild durch die Everly Brothers. Auf Vermittlung von Wesley Rose erhielten die Brüder im Februar 1957 einen Plattenvertrag bei Cadence Records. Labelchef Archie Bleyer produzierte die erste Session mit den Brüdern am 1. März 1957 im RCA-Studio Nashville. Begleitung waren Chet Atkins und Ray Edenton (Gitarre), Jimmy Day (Steel-Gitarre), Lightnin' Chance (Bass) und Buddy Harman (Schlagzeug), allesamt gehörten sie zu einer losen Verbindung von Sessionmusikern, die die Fachwelt Nashville A-Team nannte. Von den drei Titeln der Session wurden Bye Bye Love / I Wonder If I Care as Much als erste Single ausgewählt, die im April 1957 erschien und über zwei Millionen Exemplare verkaufte. Ergebnis war ein Crossover-Hit, der für sieben Wochen den ersten Rang der Country-Hitparade und für vier Wochen Platz zwei der Pop-Charts belegte. Der Titel war zuvor von 30 anderen Interpreten abgelehnt worden, doch Produzent Atkins setzte ein anderes Arrangement ein. Er fügte den hohen, etwa eine Terz unterschiedlichen Close-Harmony-Tenorstimmen einen robusten Sound mit kontrollierten akustischen Gitarren und einen Rock-&-Roll-Rhythmus hinzu. Ihr Satzgesang baute meistens auf parallelen Terzen auf. Mit dieser Mischung war die konzeptionelle Grundlage für weitere Hits geschaffen.
Wake Up Little Susie (August 1957) verkaufte 1,8 Millionen (Rang 1 für acht Wochen in der Country-Hitparade und vier Wochen in der Pop-Hitparade). All I Have to Do Is Dream (März 1958) kam auf 1,5 Millionen (drei Wochen Country-, fünf Wochen Pop-Charts), Bird Dog / Devoted to You (Juli 1958; sechs Wochen Country-, eine Woche Pop-Charts) über 1,2 Millionen, Problems (Oktober 1958), Take A Message to Mary / Poor Jenny (März 1959), Til I Kissed You (Juli 1959) oder Like Strangers (Februar 1960). Als die Everly Brothers Always It’s True als B-Seite ihrer Eigenkomposition Cathy’s Clown ausgewählt hatten (März 1960), waren sie bereits zu Warner Brothers gewechselt.
Die Bryants belieferten die Everly Brothers zunächst weiter mit Songmaterial. A Change of Heart (Juli 1960), So How Come (No One Loves Me) (Juli 1960) (das Original war von den Omegas bereits im Mai 1960 veröffentlicht worden), oder Like Strangers (November 1960). Als vielgecoverter Titel stellte sich Love Hurts von den Everly Brothers heraus (Juli 1960), das zunächst von Roy Orbison im Februar 1961 aufgegriffen wurde. Die Everly Brothers hatten in den Bryants „zwei sachverständige Songschreiber, die den Themenkreis Schule, Kino, Elternhaus, Eisbar und Bandentreff mit griffigen Formulierungen umreißen konnten“, gefunden.

## Die 1960er-Jahre
In den 1960er-Jahren ließ sowohl die Intensität als auch die Erfolgsdichte von Kompositionen der Bryants nach. Bob Luman übernahm Let’s Think About Living (Juli 1960; Rang 9 Country-, Rang 7 Pop-Charts). Skeeter Davis griff My Last Date (With You) auf (Oktober 1960), produziert von Atkins. Bob Moore & His Orchestra führten das Instrumentalstück Mexico im Oktober 1961 zum ersten Rang der deutschen Hitparade; es war mit über zwei Millionen verkaufter Exemplare nochmals ein Millionenseller. Die erste afroamerikanische Countrysängerin Leona Douglas übernahm Ende 1962 ihr Too Many Chicks, Kris Jensen nahm ihr Donna Donna (als B-Seite von Big As I Can Dream) im September 1962 auf. Sonny James griff Baltimore (Januar 1964) auf, Ernest Ashworth I Love to Dance (Januar 1964), Ray Price übernahm Take Me As I Am (Or Let Me Go) (Februar 1964).
Als 1966 ihr 10-Jahres-Vertrag mit Acuff-Rose endete, gründeten sie in Gatlinburg in Tennessee ihren eigenen Musikverlag House of Bryant Publications. Dieser Musikverlag registrierte eine der bekanntesten Kompositionen der Bryants, das im November 1967 von den Osborne Brothers aufgenommene Rocky Top. Es gelangte nach Veröffentlichung im Dezember 1967 lediglich bis auf Rang 33 der Country-Charts. Der in zehn Minuten komponierte Titel existiert Coverinfo zufolge mindestens in 32 Versionen, von denen jedoch nur noch Lynn Andersons Fassung vom April 1970 mit Rang 17 der Country-Charts die beste Hitparadenplatzierung erreichen konnte. Der temporeiche Song erzählt die Geschichte eines Städters, der sentimental an seine Zeit in den abgelegenen Bergen zurückdenkt. Er entstand im Gatlinburg Inn, wohin sich die Bryants sehr häufig zurückzogen.
Einige Kompositionen entwickelten sich zu Spätzündern. So etwa We Could aus dem Jahr 1955, die erst im November 1964 mit Al Martino in die Popcharts (Rang 41) kam. She Wears My Ring entstand 1960, kam aber erst im August 1968 mit Ray Price in die Charts (Platz 6 der Country-Charts) oder Penny Arcade aus dem Jahr 1969, die Cristy Lane erst im Juli 1978 zum Country-Hit (Platz 7) machte.

## Die 1970er- und 1980er-Jahre
In den 1970er-Jahren wurde es still um das Autoren-Ehepaar. Roy Clark brachte Come Live With Me (November 1972) heraus; Elvis Presley coverte She Wears My Ring, das er im Dezember 1973 in den Stax-Studios in Memphis (Tennessee) aufnahm. 1978 zogen die Bryants von Nashville nach Gatlinburg, wo sie in den Great-Smoky-Mountains am 17. Januar 1983 ein Motel mit dem Namen Rocky Top Village Inn eröffneten, das noch heute besteht und von den Söhnen geführt wird. Im April 1980 erschien ihr einziges eigenes Album A Touch of Bryant, worauf sie von Chet Atkins und Lenny Breau begleitet werden.
Boudleaux Bryant starb 1987 im Alter von 67 Jahren; Felice Bryant 2003 im Alter von 77 Jahren. Beide wurden auf dem Künstlerfriedhof Woodlawn Memorial Park in Nashville beigesetzt.

## Statistik und Auszeichnungen
Über 800 Titel wurden schätzungsweise 300 Millionen Mal weltweit von etwa 400 Interpreten umgesetzt. Bei BMI sind, Stand November 2023 776 Titel urheberrechtlich registriert, davon kamen 26 Titel in die Top40 von Billboard. Die Bryants versorgten alleine die Everly Brothers bei Cadence mit 27 Kompositionen, das waren 71 % der insgesamt 38 für Cadence aufgenommenen Titel. Von deren 18 A- und B-Seiten der Singles stammten bis 1959 insgesamt neun aus der Feder der Bryants, darunter sechs Millionenseller. Die Bryant-Kompositionen erbrachten für die Everly Brothers elf Millionen von insgesamt 18 Millionen Plattenumsätzen.
Von den zahlreichen Auszeichnungen sind erwähnenswert die Nashville Songwriters Hall of Fame (1972), die National Academy of Popular Music Songwriters Hall of Fame (1986) und die Country Music Hall of Fame (1991). Im gleichen Jahr ehrte die Nashville Arts Foundation sie mit der Auszeichnung Living Legend Award („Lebende Legende“). Felice & Boudleaux Bryant erhielten insgesamt 59 BMI Pop-, Country- und R&B-Awards. Rocky Top, der viel gecoverte Titel, wurde am 15. Februar 1982 zum State Song von Tennessee gewählt und mit einem BMI Award ausgezeichnet. Der Rolling Stone listete das Paar 2015 auf Rang 89 der 100 größten Songwriter aller Zeiten.